# Sauropus poomae
Sauropus poomae là một loài thực vật có hoa trong họ Diệp hạ châu. Loài này được Welzen & Chayam. mô tả khoa học đầu tiên năm 2001.